# آلة الفوتوستات

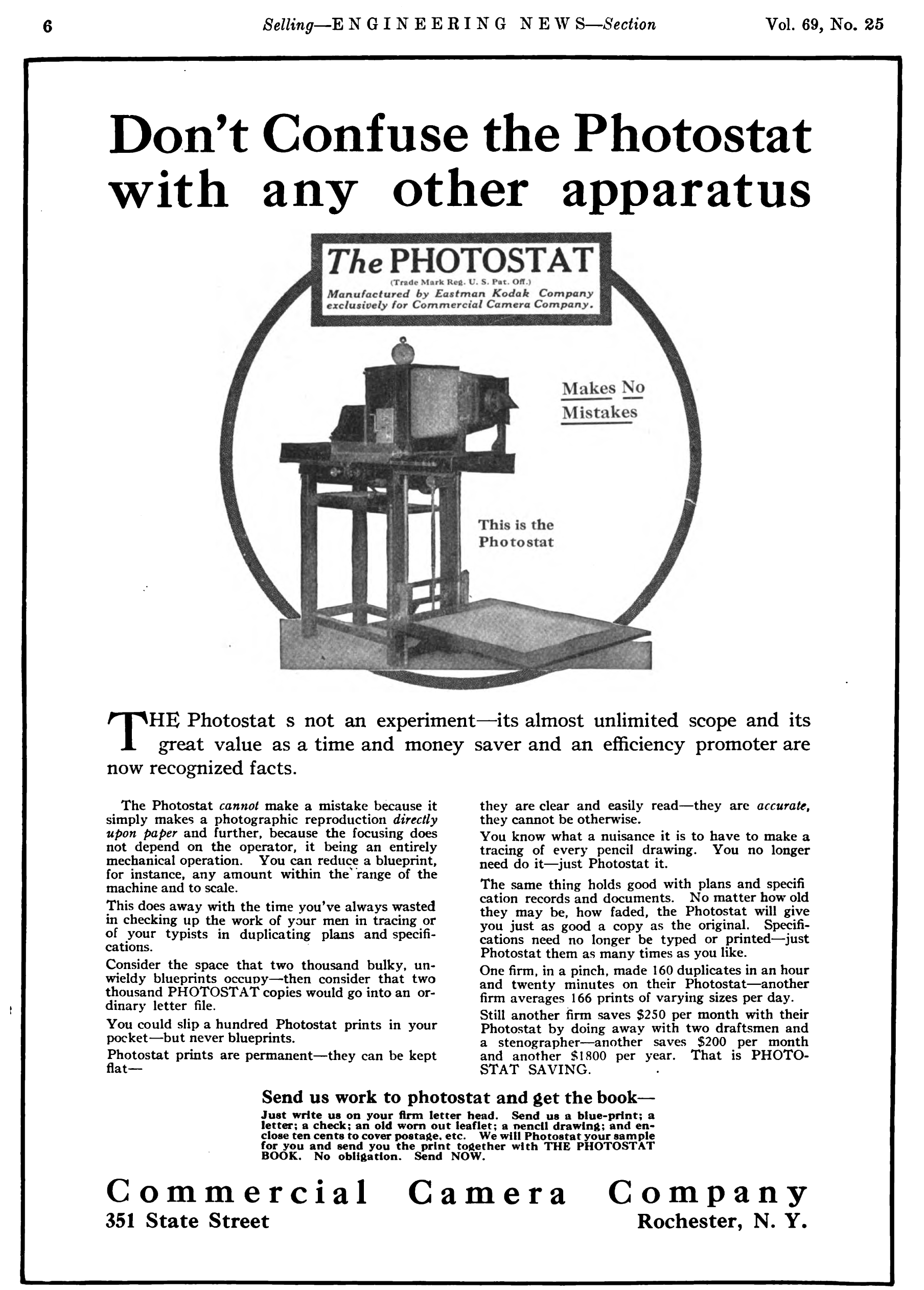
إعلان شركة الكاميرا التجارية عن الفوتوستات في مجلة إنجينييرنج نيوز (أخبار الهندسة)، 1913.

كانت آلة الفوتوستات لتصوير المستندات، بتعريفٍ آخر، آلة الفوتوستات آلة ناسخة مبكرة اختُرعَت في العقد الأول من القرن العشرين بواسطة شركة الكاميرا التجارية، التي أصبحت شركة فوتوستات. أصبح اسم «فوتوستات» الذي كان في الأصل العلامة التجارية للشركة معمَمًا، وكان يُستخدَم غالبًا للإشارة إلى الآلات المماثلة لتلك التي تنتجها شركة رِكتجراف.

## تاريخيًا

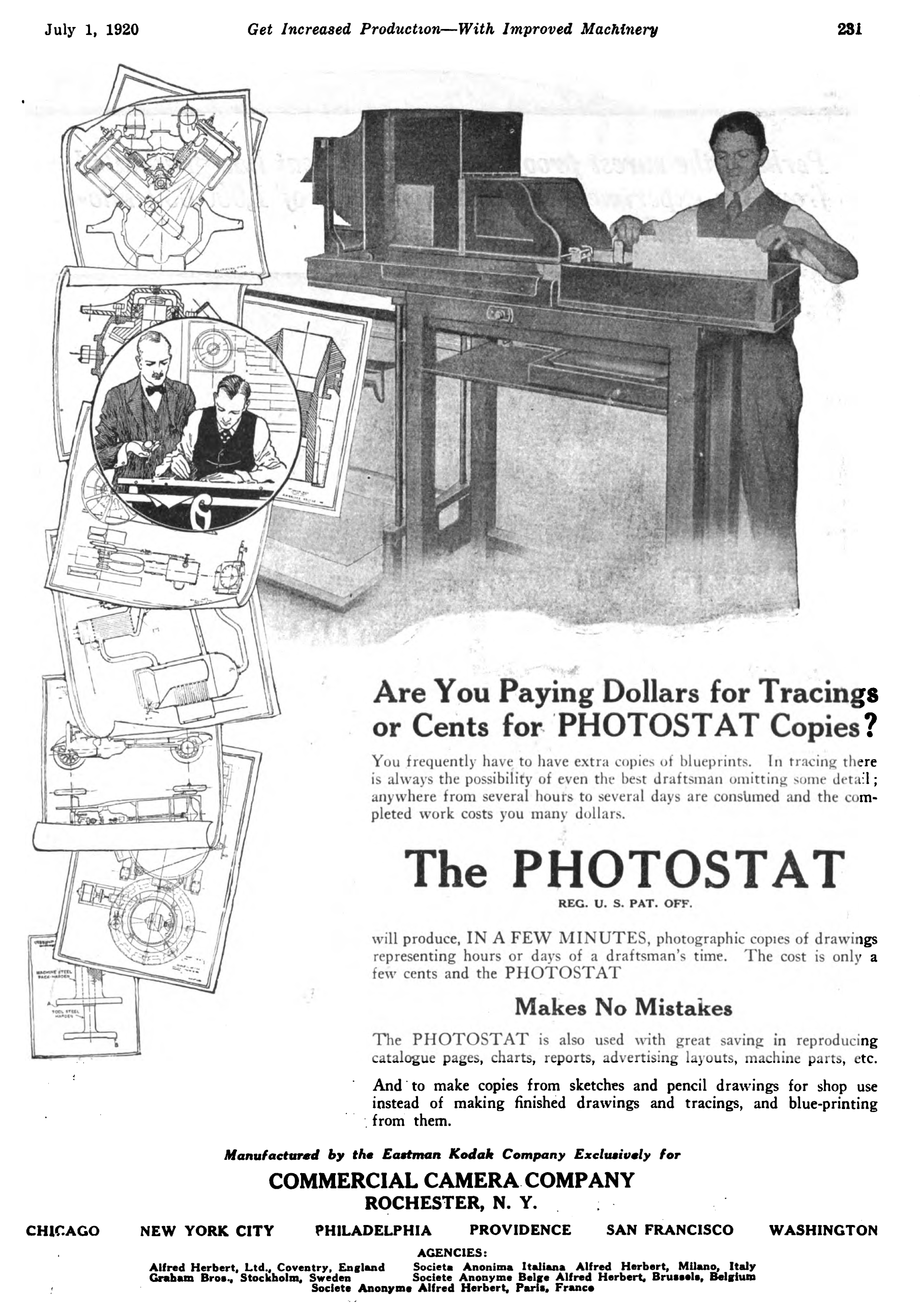
إعلان شركة الكاميرا التجارية عن الفوتوستات في مجلة أميركان ماشينيست (الميكانيكي الأمريكي)، 1920.

### خلفية
خلق نمو الأعمال التجارية خلال الثورة الصناعية الحاجة إلى وسائل نسخ أكثر كفاءة من النسخ اليدويّ. فاستُخدِم ورق الكربون لأول مرة في أوائل القرن التاسع عشر. بحلول أواخر أربعينيات القرن التاسع عشر استُخدمت مطابع النسخ في نسخ المراسلات الصادرة. ظهرت طرقٌ أخرى واحدةً تلو الأخرى. شملت هذه الطرق «الكاتب المتعدد»، الذي طُوِّر من مِنساخ كريستوف شاينر واستخدمه مارك توين؛ ومغاطس تظهير الصور الناسخة؛ وسجلات النسخ والناسخات الدوارة. من أهمها عملية التزريق في أوائل سبعينيات القرن التاسع عشر، والتي استخدمت بشكل رئيسي في إعداد الطبعات الزرقاء للمخططات المعمارية والهندسية. ظهرت عام 1874 آلات النسخ بالاستنسل (المعروفة أكثر باسم «آلات الميموجراف الناسخة»)، والسيكلوستيل عام 1891. وكانت جميعها تعمل يدويًّا واستلزم عمل معظمها استخدام سوائل مسببة للفوضى.

### آلات فوتوستات ورِكتجراف
أسس جورج سي. بيدلر من مدينة أوكلاهوما شركة رِكتجراف عام 1906 أو 1907، منتجًا أولى آلات النسخ الفوتوغرافية؛ نقل الشركة بعد ذلك إلى روتشستر، نيويورك عام 1909 ليكون أقرب إلى شركة هالويد، مصدره الرئيسي لورق التصوير والمواد الكيميائية.
استحوذت شركة هالويد على شركة رِكتجراف عام 1935. ثم اشترت هالويد عام 1948 حقوق إنتاج معدات تشيستر كارلسون للتصوير الجاف وفي عام 1958 أُعيد تنظيم الشركة لتصبح شركة هالويد زيروكس، التي أعيدت تسميتها عام 1961 إلى شركة زيروكس. واصلت هالويد بيع آلات رِكتجراف في الستينيات.
اخترع أوسكار ت. غريغوري عام 1907 في مدينة كنساس، آلة  بالعلامة التجارية فوتوستات، وكانت تختلف في تشغيلها عن آلة رِكتجراف لكن مع نفس الغرض وهو النسخ الفوتوغرافي للوثائق. يعرض دليل للمدينة من عام 1909 «شركة غريغوري للكاميرا التجارية».  بحلول عام 1910، شارك غريغوري في تقديم طلب تسجيل براءة اختراع مع نورمان و. كارخوف، من قسم التصوير في هيئة الماسح الجيولوجي الأمريكي، لنوع معين من الكاميرا الفوتوغرافية، لتصوير الأشياء الصغيرة بسرعة وسهولة، مع هدف إضافي «توفير كاميرا من النوع المعروف باسم «كاميرات النسخ» تكون بسيطة وسهلة الاستعمال [...]». في عام 1911، أُسِست شركة الكاميرا التجارية في بروفيدنس، رود آيلاند. بحلول عام 1912، كانت آلات العلامة التجارية فوتوستات قيد الاستخدام، كما أُثبِت في سجل واحدة منها في مكتبة نيويورك العامة. بحلول عام 1913، وصفت الإعلانات شركة الكاميرا التجارية ومقرها في روتشستر وكونها على علاقة ترخيص وتصنيع مع شركة إيستمان كوداك. قدم الاثنان (غريغوري وكارخوف) طلب تسجيل براءة اختراع أمريكي آخر عام 1913 لأفكارهما الأكثر تطورًا. بحلول عام 1920، كانت وكالة التوزيع الخاصة بهما في مختلف الأسواق الأوروبية هي شركات ألفريد هربرت. يبدو أن شركة الكاميرا التجارية أصبحت شركة فوتوستات نحو عام 1921، إذ وُصفت «شركة الكاميرا التجارية» بأنها اسم سابق لشركة فوتوستات في عدد من عام 1922 لمجلة بّاتينت آند تريد مارك ريفيو (براءات الاختراع والعلامات التجارية). لمدة 40 عامًا على الأقل، كانت العلامة التجارية واسعة الانتشار بما يكفي ليعُمم استخدام اسمها من قبل الجمهور.
استحوذت شركة إيتك على شركة فوتوستات في النهاية عام 1963.